# Jean-Marie Adiaffi
Jean-Marie Adiaffi (geboren 1. Januar 1941 in Bettié bei Abengourou, Französisch-Westafrika; gestorben 15. November 1999 in Abidjan) war ein ivorischer Filmemacher und Schriftsteller.

## Leben
Jean-Marie Adé Adiaffi besuchte eine Dorfschule, danach eine weiterführende Schule in Bingerville und ging dann nach Frankreich. Er studierte Film am Institut des hautes études cinématographiques (IDHEC) und machte anschließend beim Sender Ocora Radio France ein Praktikum. Zurück arbeitete er bei Radiodiffusion-Télévision ivoirienne, ging aber 1966 erneut nach Frankreich und studierte Philosophie an der Sorbonne und erhielt das Certificat d’aptitude au professorat de l’enseignement du second degré. Ab 1970 war er Philosophielehrer am Lycée classique d'Abidjan.
Adiaffi veröffentlichte 1969 einen ersten Roman Yale Sonan und über zehn Jahre später einen ersten Gedichtband d’éclairs et de foudres. Für den Roman La carte d'identité erhielt er 1981 den Grand Prix littéraire de l’Afrique noire. Die Textkollage Silence, on développe schrieb er zu Beginn der 1980er Jahre, sie konnte aufgrund der politischen Umstände aber erst 1992 erscheinen. Adiaffi war 1986 Mitgründer der „Association des écrivains de Côte d’Ivoire“.

## Werke (Auswahl)
- Yale Sonan. Lyrik. Paris: Promotion et Edition, 1969
- D'éclairs et de foudres : chant de braise pour une liberté en flammes. Lyrik. Abidjan: CEDA, 1980
- La carte d'identité : roman . Paris: Hatier, 1980
- La légende de l'éléphanteau. Kinderbuch. Editions de l'Amitié, 1983
  - Die Geschichte vom kleinen Elefanten. Übersetzung Joachim Schultz. Göttingen : Lamuv, 1991
- Galerie infernale. Lyrik. Abidjan: CEDA, 1984
- Silence, on développe. Textkollage. Nouvelles Du Sud, 1992
- Lire Henri Konan Bédié. Le rêve de la graine. Essay. Neter, 1996
- Les naufragés de l'intelligence. Abidjan: CEDA, 2000

Filme
- Au nom du Christ (1993)
- Une couleur café (1997)
- Adanggaman (2000)